# Hikaru no Go
Hikaru no Go (ヒカルの碁, lit.  "O Go de Hikaru") é uma série de anime e mangá criado por Yumi Hotta e arte de Takeshi Obata (também desenhista de Death Note e Bakuman) publicado no Japão pela Shonen Jump. Foi lançado pela primeira vez no Japão na revista Weekly Shōnen Jump em 1998, Hikaru no Go alcançou um enorme sucesso, gerando tornando o Go popular em proporções quase sem precedentes, e recebeu o Shogakukan Manga Award em 2000 e seus criadores receberam o Prêmio Cultural Osamu Tezuka em 2003 pela série. Vinte e três volumes do mangá foram publicadas no Japão, que incluem 189 capítulos, mais 11 "omakes" (capítulos extra). A adaptação da série para anime, foi feita pelo Studio Pierrot, e durou por 75 episódios entre 2001 e 2003 na TV Tokyo, junto com um especial de Ano Novo de 77 minutos que foi ao ar em janeiro de 2004. No Brasil começou a ser publicado mensalmente em janeiro pela Editora JBC.

## História
Shindo Hikaru, estudante da sexta série, estava no sótão da casa do seu avô, junto com sua amiga Akari, procurando coisas para vender. Acha um tabuleiro de Go (goban), e quando vai limpar percebe que está manchado de sangue. Mas sua amiga não consegue ver isso. Ao tentar limpar o sangue ouve uma voz e vê um fantasma. Assustado, Hikaru desmaia. Ao acordar, o fantasma conta a sua história. Ele é Fujiwara no Sai, exímio jogador de Go que viveu no período Heian como um dos tutores de Go do Imperador que, devido a um incidente (revelado mais tarde no anime) tira a própria vida. Ainda assim não consegue descansar em paz, pois tinha um objetivo: a Jogada Divina (神聖な遊び, Shinseina asobi), e seu espírito acabou ficando preso no tabuleiro de Go.
Sai quer continuar em busca de seu objetivo, mas Hikaru não sabe nada de Go, além de achar o jogo muito chato. Depois da ajuda em uma prova de História, Hikaru concorda em levar Sai a um Clube de Go.
Assim, Hikaru joga a sua primeira partida (na verdade quem joga é Sai), contra Akira Toya, o único garoto de sua idade que estava no Clube de Go. Ocorre uma partida de alto nível, pois Akira tem o mesmo nível de um Pro (nome dado aos profissionais do jogo). Depois da vitória, descobre que Akira é na verdade filho do maior jogador de Go da atualidade, Toya-Meiji. Akira decide perseguir Hikaru (Sai), e para evitar mais problemas, Hikaru sempre foge dele. Enquanto isso, Hikaru aprende a gostar de Go e decide perseguir Akira para vencê-lo com as próprias mãos.
E a história segue com o aprendizado de Hikaru e a "rivalidade-amizade" entre Hikaru e Akira.

## Níveis de go

### Amador
Jogador de nível baixo em Go. Para crescer na classificação pode-se fazer o exame Insei ou diretamente o exame Pro. Não é necessário ser um Insei para fazer o Exame Pro, porém isso confere algumas vantagens.

### Insei
Grupo de alunos do Instituto Japonês de Go que são treinados fortemente para passarem no exame Pro. Os Inseis são proibidos de participarem de torneios amadores e são divididos em 2 classes, cada uma com 25 participantes, tendo jogos realizados nos domingos e alguns sábados. Para crescer na classificação só resta fazer o exame Pro. Os 8 primeiros Inseis da primeira classe (considerando-se os três últimos meses) podem fazer o exame Pro sem passarem pelas preliminares. A idade limite para um Insei é de 18 anos.

### Pro
São os profissionais de torneio go, altamente conceituados no meio. Os novos Pros jogam uma partida de demonstração com algum Pro em nível mais alto alguns meses depois do exame de admissão. Os jogos realizam-se às quartas ou quintas-feiras.

## Torneios e exames

### Torneio Nacional de Go para Crianças
Local : Instituto Japonês de Go

### Torneio Anual de Inverno das Escolas da Região Norte
Nível: amador Formato: times Gênero: masculino e feminino Local: segundo salão do 4º andar do Prédio Central do Instituto de Go japonês.Número de participantes: 8 times masculinos e 6 times femininos Tempo de jogo: 45 min.
Torneio de times de oito escolas do Ginásio, realizado na Escola Kaiou. A Escola Kaiou é uma lenda neste Torneio, vencendo sempre, sendo o torneio para a disputa do segundo lugar. O maior objetivo de Hikaru e seus colegas nessa fase é vencer a Escola Kaiou, algo que conseguiram na primeira vez (mas com a ajuda de Sai, e Hikaru foi desclassificado por não estar na escola em que se inscreveu).
Participantes: (Já está em ordem, então daqui pode-se deduzir as partidas do torneio) 3ª Edição (primeira que aparece no Anime) Feminino: Kaiou, Iwana, Ayu, Kawahagi, ... (+2) Masculinos: Kaiou (Kaoru), Hamachi, Tai, Iwana, Ayu, Sawara, Haze (Kaga, Tsutsui, Hikaru), Kawahagi,
4ª Edição (Segunda que aparece no Anime) Masculinos: Ayu, Hamachi, Kawahagi, Tai, Iwana, Haze (Mitani, Tsutsui, Hikaru), Sawara, Kaiou (Kaoru, Kuno, Akira Toya)

### Torneio Amador Internacional
Torneio com um representante Amador de cada país. Mais de cinquenta nações competem neste torneio. São duas partidas por dia. No anime aparece a 20ª edição do torneio, tendo entre os participantes países como  Japão, China (Li Lishin), Coréia (Kim), Holanda, EUA, Inglaterra, Canadá, Argentina e Brasil, entre outros.

### Exame Insei
Exame para se tornar Insei. Composto de apenas uma partida contra um pro que avalia o seu nível. No exame não é necessário vencer ao pro, mas mostrar suas atuais habilidades a ele para que seja, ou não, aceita a admissão no Instituto Japonês de Go.

### Wakajishisen
Torneio com os 16 primeiros Inseis da tabela de Maio e 16 jovens Prós. Realizada em três sábados. A primeira partida é sempre entre um Insei e um Pro. O anime mostra a 9ª Edição. Na 8ª edição cinco inseis passaram da primeira rodada; Isumi e Honda passaram da segunda, perdendo em seguida. Participantes (9ª Edição) :
- Inseis: Nozaki, Hikaru, Waya, Isumi (venceu um jogo), Ochi (venceu dois jogos), Adachi (venceu um jogo), entre outros.
- Pros: Mashiba, Akira, Saeki, Tajima, Nakayama (era um insei, se tornou pró 2 anos antes), entre outros.

### Exame Pro
Exame para se tornar Pro aberto para todas as pessoas até 30 anos. Consiste em duas fases, as preliminares e o exame em si. Acontece uma vez por ano. Quem passa no exame Pro se torna Pro só em Abril.
Preliminares:  Realizadas no Instituto Japonês de Go. Nesta fase é necessário ganhar 3 de 5 jogos. Conforme os participantes vão conseguindo 3 vitórias ou 3 derrotas, saem do exame, e a Quinta Partida é uma partida de Vida ou Morte, quem vencer continua. Os 8 primeiros da Primeira Classe dos Inseis não precisam participar dessa fase. O tempo é de 2 horas por jogador, mais 1 minuto por jogada.
Participantes (1º Exame do anime):
- Inseis: Hikaru, Fukui, Iijima, Naze, entre outros.
- Outros: Tsubaki.
- Figurantes: Katagiri, Murayama, Hagino, Matsui, entre outros.

Exame : Realizado no Centro de Pesquisa de Go. O exame é um torneio com três partidas semanais, aos domingos, terças e sábados durante dois meses. Os participantes jogam entre si. O sorteio realizado no primeiro dia define toda a tabela de jogos. Os 3 Primeiros colocados se tornam Pro. Caso haja empate há um 'sub-torneio' de desempate (chamado de Playoff). As partidas têm duração de três horas, mais 1 minuto por movimento. Participantes (1º Exame do anime) – Nome(Número): 28. Inseis : Shindou (7), Naze, Fuku, Ochi, Waya, Isumu, Honda, Iijima. Outros : Tsubaki. Figurantes : Nakamura (4), Hayashi, Sasaki,

### Série de novos Dans
Quando um jogador se torna Pro este deve realizar uma partida de demonstração contra um Pro experiente na Yuugen no Ma. As partidas são realizadas antes de Abril, quando os novos Dans se tornam Pros.
O novo pró começa, e recebe o Komi-reverso de 5,5 moku (komi-reverso é quando o jogador que inicia o jogo recebe 5,5 moku).
Cada jogador tem duas horas, mais um minuto extra por movimento.

### Torneios Profissionais
São ao todo oito torneios profissionais, entre eles Ouza, Honinbou, Meijin (Touya), Kisei, Jyukketsu. As finais são realizadas na Yuugen no Ma. As preliminares duram cerca de dois anos.
- Honinbou – Criado no começo da era Showa, o mais antigo dos títulos. Atualmente Kuwabara tem a posse deste título. A final são 7 partidas. No anime aparece a disputa com o desafiante Ogata-sensei, que mesmo tendo vencido a primeira, o disputa até a sétima rodada, quando Kuwabara faz pressão psicológica e Ogata, nervoso, acaba perdendo.

### Copa Hokuto
Não chega a passar no anime, apenas as preliminares do Japão para decidir o time que vai para a copa. É uma copa entre Japão, China e Coréia, em formato Time, com jogadores com menos de 18 anos. As preliminares se realizaram em Abril.

## Termos de go
- Moku - é a contagem de pontos. 1 Moku é 1 ponto.
- Komi - Como as pretas jogam primeiro, elas têm uma vantagem. então, a federação Japonesa de Go especificou uma quantidade de pontos dados ao jogador Branco ao final da contagem. O número pode variar de 0,5 até qualquer número terminado em 0,5, para evitar empates
- Komi Reverso - As pretas jogam primeiro e ainda ganham a vantagem de pontos, isso é normalmente só dado nas partidas de dans iniciantes contra dans superiores.
- Nigiri - Usado para se decidir quem começa o jogo. Um jogador pega algumas peças Brancas sem escolher e outro coloca uma ou duas peças Pretas se achar que tem um número ímpar ou par de peças Brancas.
- Handicap - Vantagem dada ao jogador mais fraco que pode colocar algumas peças a mais no tabuleiro. Nesse caso, o outro jogador sempre começa (com o Preto).
- Kifu – Registro de Partida
- Keima - Colocar uma pedra a 2 casas a frente e uma do lado de distância da outra, igual ao movimento do cavalo do xadrez
- Hoshi - Pontos 4-4 do tabuleiro, a maioria dos jogos se inicia por ali
- San-san - Ponto 3-3 do tabuleiro
- Komoku - Ponto 4-3 do tabuleiro
- Tengen - Ponto central do tabuleiro, o centro do universo

## Partidas

### Formato de partidas
As partidas podem ser realizadas individualmente, ou em times de três pessoas. No caso de times, o jogador do Primeiro Tabuleiro faz o Nigiri para ver quem começa, e as peças dos outros dois são determinadas alternando-se a cor das peças, ou seja, caso o primeiro tabuleiro saia com as pretas, o segundo sairá com as brancas e o terceiro com as pretas.

### Partidas importantes
- [ep 14] Hikaru/Sai x Akira (Torneio Anual de Inverno - 3ª edição) - Vencedor: Akira (Sai começa, mas Hikaru passa a jogar no meio do jogo)
- [ep 20] Hikaru x Kishimoto – Incentivando Hikaru a se tornar Insei. - Vencedor: Kishimoto
- [ep 21] Hikaru x (Tsutsui & Mitani  e Kaga) - Partida simultânea de despedida do Clube de Go de Haze - Vencedores: Hikaru, Hikaru e Kaga.
- [ep 22] Hikaru x Ushida (primeira partida de Hikaru como Insei) – Vencedor: Ushida
- [ep 36] Hikaru x Hong Su-Young – Vencedor: Hikaru
- Sai x Akira
  - [ep 01] - Inicial - Vencedor: Hikaru/Sai
  - [ep 03] - Revanche de Akira - Vencedor: Hikaru/Sai
  - [ep 17] – Início de um jogo na net – Vencedor: Sai (Desistência de Akira, preferindo adiar o jogo).
  - [ep 18] – Jogo na net – Vencedor: Sai
- Sai x Touya-Meiji
  - [ep 03] - Medição de Forças - Interrompida por Hikaru
  - [ep 48] - Partida de Demonstração de novos Pros - Vencedor: Touya-Meiji (Sai estava jogando para ganhar por uma grande diferença, condição exigida por Hikaru, por isso ele acabou perdendo)
  - [ep 55/56] - Na internet, Sai e Touya-Meijin puderam jogar com todo o seu potencial. Vencedor: Sai
- [ep 11] Sai x Dake - Recuperar o dinheiro perdido por Mitani e dar uma lição em Dake por trapacear - Vencedor: Sai
- [ep 16] Sai x zelda (Waya - partida na internet) - Vencedor: Sai
- [ep 30] Sai x Kadowaki (Kadowaki quis testar suas habilidades) - Vencedor: Sai
- [ep 09] Akira x (Ituo & Okumura & Kojima) - jogo às cegas e simultâneo, na Escola Kaiou - Vencedor: Akira
- [ep 04] Sai x Kaga - No 12º Festival de aniversário do Colégio Haze, para resolver as ofensas mútuas. Responsável por Kaga participar do Time de Go - Vencedor: Kaga (Hikaru se desconcentrou e fez um movimento errado).
- [ep 05] Kaga x Moriyama - Torneio Anual de Inverno - Terceira Edição, Vencedor: Kaga
- [ep 10/11] Mitani x Dake - Partida com trapaça de Dake, para dar uma lição em Mitani - Vencedor: Dake

## Personagens
Hikaru Shindo (進藤 ヒカル, Shindō Hikaru)
protagonista, tem talento natural para Go, mas só o descobre ao decorrer da série. Não gosta de estudar e frequentemente fala sem pensar. Está normalmente com um sorriso no rosto, mas, quando joga Go, seu rosto adquire uma expressão séria.
Fujiwara no Sai (藤原佐為)
o fantasma que acompanha Hikaru, mestre em Go do período Heian. Ele ama Go, e isso deixa Hikaru sem paciência. Na hora de jogar, assume uma postura segura, classuda e intimidadora. No dia-a-dia, é como uma criança meiga, chorona e amável. Antes de aparecer para Hikaru, Sai tinha se encontrado, séculos antes, com Torajiro (Honinbo Shusaku (本因坊秀策, Hon'inbō Shūsaku)).
Akira Toya (塔矢 アキラ, Tōya Akira)
é o rival de Hikaru que o conheceu num Clube de Go público e foi derrotado - Sai é quem estava jogando. Como ele era um excelente jogador de Go, filho do campeão atual, e nunca tinha perdido antes, ele não pensa mais em outra coisa a não ser encontrar e vencer Shindo. Até entrou em um Clube de Go do colégio Kayo - baixo nível para uma pessoa como ele - porque Hikaru estava no da escola dele (Haze). E enquanto Touya persegue Sai, Hikaru persegue Touya. Touya Também pensa muito sobre a Mão de Deus (神の一手, Kammi no itte).
Toya Meijin (塔矢 名人, Tōya Meijin) ou Kouyou Touya (塔矢 行洋, Tōya Kōyō)
pai de Akira, considerado um dos melhores jogadores de Go do mundo, nos dias atuais, o qual acaba atraindo bastante a atenção de Sai, pois ambos buscam o mesmo objetivo: alcançar a Mão de Deus (神の一手, Kammi no itte).
Tetsuo Kaga (加賀 鉄男, Kaga Tetsuo)
um ex-jogador de Go que mudou para o jogo Shougi, depois de perder de Touya. Mete medo, mas é uma pessoa honesta. E quando quer algo, é o mais persistente. Participou como integrante do time de Go de Haze para o Torneio de Inverno, 3ª edição.
Kimihiro Tsutsui (筒井 公宏, Tsutsui Kimihiro)
um pouco mais velho que Hikaru, e sonhava um dia poder montar um clube de Go em sua escola (para se montar um clube de alguma atividade nas escolas japonesas, necessita-se de pelo menos três membros). Bom em estratégia, mas tem um sério problema de falta de confiança que o deixa mais fraco; no primeiro torneio em que participou precisou ficar lendo um livro de Desafios de Go enquanto jogava. É o idealizador da ideia de um clube de Go no colégio. Odiava Mitani por causa da trapaça, mas os dois se entenderam. Sua meta é vencer o clube de Go da Escola Kaio. Participou como integrante do time de Go para o Torneio de Inverno, 3ª e 4ª edições. Fundou o Clube de Go da escola Haze junto com Hikaru.
Yuuki Mitani (三谷 祐輝, Mitani Yūki)
é "politicamente incorreto". Foi descoberto por Hikaru e Tsutsui quando resolveu um tsumego do poster de propaganda do Clube de Go. Sabe trapacear tão bem que ninguém consegue perceber - até que Hikaru e Sai conseguem ver. Sai quer que Hikaru o leve para o clube de Go para levá-lo ao bom caminho - "é só uma criança, pode se salvar. Eu farei isso.", disse Sai. Na verdade, não foi preciso, ele aprendeu sozinho: foi detonado por Dake que trapaceou antes dele, e perdeu 10.000 ienes. Hikaru deu um jeito, com Sai, de pegar o dinheiro de volta, devolvendo se ele entrasse para o clube. Mitani parou de trapacear agora, afinal ele é forte de verdade. E também é o professor de Akari, sendo o único que aceitou ensiná-la. Tem um jeito de durão por ter aprendido Go nos salões públicos. Participou como integrante do time de Go de Haze para o Torneio de Inverno, 4ª edição. Foi o 3º membro a entrar do clube de Go.

## Mangá
- Desenho - Takeshi Obata
- Roteiro - Hotta Yumi

### Músicas
Tema de Abertura
1. "Get Over" por dream (episódios 1 a 30)
2. "I'll Be the One" por HAL (episódios 31 a 60)
3. "Fantasy" por Nana Katase (episódios 61 a 75)

Tema de encerramento
1. "Bokura no Bouken" por Kids Alive (episódios 1 a 12)
2. "Hitomi no Chikara" por Alisa Mizuki (episódios 13 a 30)
3. "Sincerely ~ever dream~" por dream (episódios 31 a 46)
4. "Days" por shela (episódios 47 a 63)
5. "Music is My Thing" por dream(episódios 64 a 74)
6. "Get Over (Special Mix)" por dream (episódio 75)

## Jogos eletrônicos
- Hikaru no Go, um jogo de Go para Game Boy Advance lançado pela Konami, somente no Japão.
- Hikaru no Go 2, um jogo para Game Boy Advance.
- Hikaru no Go 3, um jogo para GameCube.
- Os personagens Hikaru e Sai estiveram presentes no jogo Jump Super Stars.

## Recepção
O mangá vendeu mais de 22 milhões de cópias no Japão. Hikaru no Go aumentou drasticamente a popularidade do Go no Japão e em outros lugares, principalmente entre as crianças pequenas. A jogadora profissional de Go Yukari Umezawa serviu como conselheiro técnica para o mangá e promoveu-o em nome do Nihon Ki-in. Ela teve um curto minuto especial no final de cada episódio, instruindo as crianças sobre como jogar Go. Uma das razões em que ela ajudou a tornar tão popular o Go foi porque ela foi chamada de "a mais bonita profissional de Go". Hikaru no Go também causou um aumento na popularidade do Go em todos os outros países onde foi lido ou visto. Como resultado, muitos foram os clubes de Go iniciados por pessoas influenciadas pelo mangá.